# Liste der Cole-Nummern
Die Liste der Cole Nummern umfasst die Funde von Desmond und Naureen Cole von Arten der Gattung Lithops am Naturstandort:
| Nummer | Foto  | Art                                                                                     | Standort                                              |
| ------ | ----- | --------------------------------------------------------------------------------------- | ----------------------------------------------------- |
| C001   |       | Lithops lesliei subsp. lesliei var. venteri                                             | 30 km NW von Warrenton, Südafrika                     |
| C002   |       | Lithops aucampiae subsp. aucampiae var. aucampiae                                       | Nahe Danielskuil, Südafrika                           |
| C003   |       | Lithops aucampiae subsp. aucampiae var. aucampiae                                       | 10 km SO von Postmasburg, Südafrika                   |
| C004   |       | Lithops aucampiae subsp. aucampiae var. aucampiae                                       | 5 km N von Postmasburg, Südafrika                     |
| C005   |       | Lithops lesliei subsp. lesliei var. lesliei (Warrenton Form)                            | Nahe Warrenton, Südafrika                             |
| C005A  |       | Lithops lesliei subsp. lesliei var. lesliei 'Albiflora'                                 | Nahe Warrenton, Südafrika                             |
| C006   | C006  | Lithops lesliei subsp. lesliei var. minor                                               | 25 km SW von Swartruggens, Südafrika                  |
| C006A  |       | Lithops lesliei subsp. lesliei var. 'Witblom'                                           | 25 km SW von Swartruggens, Südafrika                  |
| C007   |       | Lithops lesliei subsp. lesliei var. lesliei                                             | 15 km S von Johannesburg, Südafrika                   |
| C008   |       | Lithops lesliei subsp. lesliei var. lesliei (graue Form)                                | 70 km W von Mafikeng, Südafrika                       |
| C009   |       | Lithops lesliei subsp. lesliei var. lesliei (graue Form)                                | 70 km W von Mafikeng, Südafrika                       |
| C010   |       | Lithops lesliei subsp. lesliei var. lesliei                                             | 25 km SW von Lobatse, Botswana                        |
| C011   |       | Lithops aucampiae subsp. aucampiae var. aucampiae (Kuruman Form)                        | 5 km SW von Kuruman, Südafrika                        |
| C012   |       | Lithops aucampiae subsp. aucampiae var. aucampiae (Kuruman Form)                        | 10 km O von Kuruman, Südafrika                        |
| C013   |       | Lithops hookeri var. dabneri                                                            | 25 km S von Kimberley, Südafrika                      |
| C014   |       | Lithops lesliei subsp. lesliei var. lesliei (Kimberley Form)                            | 15 km NW von Kimberley, Südafrika                     |
| C015   | C015  | Lithops lesliei subsp. lesliei var. hornii                                              | 40 km SW von Kimberley, Südafrika                     |
| C015A  |       | Lithops lesliei subsp. lesliei var. hornii 'Greenhorn'                                  | 40 km SW von Kimberley, Südafrika                     |
| C016   |       | Lithops aucampiae subsp. aucampiae var. koelemanii                                      | 35 km NW von Postmasburg, Südafrika                   |
| C017   |       | Lithops lesliei subsp. lesliei var. rubrobrunnea                                        | 5 km NW von Randfontein, Südafrika                    |
| C018   |       | Lithops lesliei subsp. lesliei var. lesliei                                             | Nahe Stella, Südafrika                                |
| C019   |       | Lithops hookeri var. subfenestrata (syn. brunneoviolacea)                               | 40 km SW von Griquatown, Südafrika                    |
| C020   |       | Lithops lesliei subsp. lesliei var. lesliei (syn. luteoviridis)                         | 15 km W von Magaliesburg, Südafrika                   |
| C021   |       | Lithops hookeri var. subfenestrata                                                      | 15 km SSW von Prieska, Südafrika                      |
| C022   |       | Lithops hallii var. hallii                                                              | 55 km SW von Prieska, Südafrika                       |
| C023   |       | Lithops hookeri var. hookeri (vermiculate Form)                                         | 55 km SW von Prieska, Südafrika                       |
| C024   |       | Lithops julii subsp. fulleri var. fulleri                                               | 5 km N von Kenhardt, Südafrika                        |
| C025   |       | Lithops verruculosa var. glabra                                                         | 30 km O von Kenhardt, Südafrika                       |
| C026   |       | Lithops lesliei subsp. lesliei var. lesliei                                             | 60 km SW von Johannesburg, Südafrika                  |
| C027   |       | Lithops lesliei subsp. lesliei var. lesliei                                             | Nahe Bethlehem, Südafrika                             |
| C028   |       | Lithops lesliei subsp. lesliei var. lesliei                                             | 10 km N von Harrismith, Südafrika                     |
| C029   |       | Lithops lesliei subsp. lesliei var. lesliei                                             | 45 km NO von Vaalwater, Südafrika                     |
| C030   |       | Lithops lesliei subsp. lesliei var. lesliei (Pietersburg Form)                          | 30 km NW von Pietersburg, Südafrika                   |
| C031   |       | Lithops lesliei subsp. lesliei var. lesliei                                             | 10 km NO von Meyerton, Südafrika                      |
| C032   |       | Lithops lesliei subsp. lesliei var. lesliei (Pietersburg Form)                          | 10 km SO von Pietersburg, Südafrika                   |
| C033   |       | Lithops lesliei subsp. lesliei var. lesliei                                             | 45 km O von Pietersburg, Südafrika                    |
| C034   |       | Lithops salicola                                                                        | 10 km NW von Luckhoff, Südafrika                      |
| C035   |       | Lithops hookeri var. marginata                                                          | 25 km SO von Hopetown, Südafrika                      |
| C036   |       | Lithops lesliei subsp. lesliei var. lesliei (Warrenton Form)                            | Nahe Warrenton, Südafrika                             |
| C036A  |       | Lithops lesliei subsp. lesliei var. lesliei 'Albinica'                                  | Nahe Warrenton, Südafrika                             |
| C036B  |       | Lithops lesliei subsp. lesliei var. lesliei 'Storms’s Albinigold'                       | Nahe Warrenton, Südafrika                             |
| C037   |       | Lithops salicola                                                                        | 40 km SO von Hopetown, Südafrika                      |
| C038   |       | Lithops hookeri var. lutea                                                              | 5 km NO von Groblershoop, Südafrika                   |
| C039   |       | Lithops hallii var. ochracea                                                            | 5 km NO von Groblershoop, Südafrika                   |
| C040   |       | Lithops bromfieldii var. bromfieldii                                                    | 15 km ONO von Upington, Südafrika                     |
| C041   |       | Lithops bromfieldii var. bromfieldii                                                    | 15 km ONO von Upington, Südafrika                     |
| C042   |       | Lithops bromfieldii var. insularis                                                      | 15 km O von Keimoes, Südafrika                        |
| C043   |       | Lithops bromfieldii var. insularis                                                      | 15 km O von Keimoes, Südafrika                        |
| C044   |       | Lithops bromfieldii var. mennellii                                                      | 25 km SSW von Upington, Südafrika                     |
| C045   |       | Lithops hallii var. hallii                                                              | 15 km SW von Upington, Südafrika                      |
| C046   |       | Lithops aucampiae subsp. aucampiae var. aucampiae                                       | 5 km NO von Griquatown, Südafrika                     |
| C047   |       | Lithops lesliei subsp. lesliei var. venteri                                             | 30 km W von Warrenton, Südafrika                      |
| C048   |       | Lithops aucampiae subsp. euniceae var. euniceae                                         | 15 km N von Hopetown, Südafrika                       |
| C049   |       | Lithops salicola                                                                        | 10 km NW von Petrusville, Südafrika                   |
| C050   |       | Lithops hallii var. hallii                                                              | 15 km SO von Strydenburg, Südafrika                   |
| C051   |       | Lithops hookeri var. hookeri (vermiculate Form)                                         | 15 km NW von Strydenburg, Südafrika                   |
| C052   |       | Lithops hallii var. hallii                                                              | 25 km SSO von Hopetown, Südafrika                     |
| C053   |       | Lithops hookeri var. marginata (rotbraune Form)                                         | 25 km SW von Douglas, Südafrika                       |
| C054   | C054  | Lithops aucampiae subsp. euniceae var. fluminalis                                       | Nahe Hopetown, Südafrika                              |
| C055   |       | Lithops olivacea var. olivacea                                                          | 25 km SW von Pofadder, Südafrika                      |
| C056   |       | Lithops julii subsp. fulleri var. fulleri                                               | 25 km SW von Pofadder, Südafrika                      |
| C056A  | C056A | Lithops julii subsp. fulleri var. fulleri 'Fullergreen'                                 | 25 km SW von Pofadder, Südafrika                      |
| C057   |       | Lithops bromfieldii var. insularis                                                      | 10 km NO von Keimoes, Südafrika                       |
| C058   |       | Lithops marmorata var. marmorata (syn. framesii)                                        | 45 km ONO von Springbok, Südafrika                    |
| C059   |       | Lithops hallii var. ochracea                                                            | 10 km NW von Upington, Südafrika                      |
| C060   |       | Lithops vallis-mariae                                                                   | 30 km SSW von Mariental, Namibia                      |
| C061   |       | Lithops aucampiae subsp. aucampiae var. aucampiae                                       | 70 km WSW von Vryburg, Südafrika                      |
| C062   |       | Lithops julii subsp. fulleri var. fulleri                                               | Nahe Kakamas, Südafrika                               |
| C063   |       | Lithops julii subsp. julii                                                              | 60 km SO von Warmbad, Namibia                         |
| C064   |       | Lithops julii subsp. julii                                                              | Nahe Karasburg, Namibia                               |
| C065   |       | Lithops karasmontana subsp. karasmontana var. karasmontana (Signalberg Form)            | 25 km WNW von Grünau, Namibia                         |
| C066   |       | Lithops vallis-mariae                                                                   | 20 km O von Gibeon Station, Namibia                   |
| C067   |       | Lithops pseudotruncatella subsp. pseudotruncatella var. pseudotruncatella               | 20 km ONO von Windhoek, Namibia                       |
| C068   |       | Lithops pseudotruncatella subsp. pseudotruncatella var. pseudotruncatella (syn. alpina) | 35 km SSO von Windhoek, Namibia                       |
| C069   |       | Lithops pseudotruncatella subsp. volkii                                                 | 45 km S von Windhoek, Namibia                         |
| C070   |       | Lithops pseudotruncatella subsp. pseudotruncatella var. pseudotruncatella               | 30 km S von Windhoek, Namibia                         |
| C071   |       | Lithops pseudotruncatella subsp. dendritica (syn. pulmonuncula)                         | 50 km WNW von Rehoboth, Namibia                       |
| C072   |       | Lithops pseudotruncatella subsp. dendritica                                             | 65 km WSW von Rehoboth, Namibia                       |
| C073   |       | Lithops pseudotruncatella subsp. dendritica                                             | 95 km WSW von Rehoboth, Namibia                       |
| C074   |       | Lithops schwantesii subsp. schwantesii var. urikosensis (syn. christinae)               | 50 km W von Maltahöhe, Namibia                        |
| C075   |       | Lithops schwantesii subsp. schwantesii var. urikosensis (syn. nutupsdriftensis)         | 35 km W von Maltahöhe, Namibia                        |
| C076   |       | Lithops schwantesii subsp. schwantesii var. schwantesii                                 | 70 km W von Maltahöhe, Namibia                        |
| C077   |       | Lithops schwantesii subsp. schwantesii var. schwantesii                                 | Nahe Helmeringhausen, Namibia                         |
| C078   |       | Lithops gesinae var. annae                                                              | 25 km SW von Helmeringhausen, Namibia                 |
| C079   |       | Lithops schwantesii subsp. schwantesii var. schwantesii                                 | 25 km SW von Helmeringhausen, Namibia                 |
| C080   |       | Lithops schwantesii subsp. schwantesii var. schwantesii                                 | 30 km SW von Helmeringhausen, Namibia                 |
| C081   |       | Lithops optica                                                                          | 10 km W von Lüderitz, Namibia                         |
| C081A  |       | Lithops optica 'Rubra'                                                                  | 10 km W von Lüderitz, Namibia                         |
| C082   |       | Lithops karasmontana subsp. eberlanzii                                                  | 35 km O von Lüderitz, Namibia                         |
| C083   |       | Lithops schwantesii subsp. schwantesii var. urikosensis                                 | Nahe Bethanien, Namibia                               |
| C084   |       | Lithops dinteri subsp. dinteri var. brevis                                              | 20 km SO von Vioolsdrif, Südafrika                    |
| C085   |       | Lithops hookeri var. dabneri                                                            | 35 km W von Kimberley, Südafrika                      |
| C086   |       | Lithops salicola (maculate Form)                                                        | 35 km SO von Hopetown, Südafrika                      |
| C087   |       | Lithops hallii var. hallii (syn. salicola reticulata)                                   | 30 km SO von Hopetown, Südafrika                      |
| C088   |       | Lithops hookeri var. marginata (cerise Form)                                            | 20 km ONO von Hopetown, Südafrika                     |
| C089   |       | Lithops hookeri var. marginata (rotbraune Form)                                         | 25 km NW von Hopetown, Südafrika                      |
| C090   |       | Lithops hallii var. hallii                                                              | 50 km NW von Hopetown, Südafrika                      |
| C091   |       | Lithops hookeri var. susannae                                                           | 30 km SO von Douglas, Südafrika                       |
| C092   |       | Lithops hookeri var. elephina                                                           | 10 km N von Britstown, Südafrika                      |
| C093   |       | Lithops hookeri var. elephina                                                           | 25 km NO von Britstown, Südafrika                     |
| C094   | C094  | Lithops hallii var. hallii                                                              | 45 km SO von Prieska, Südafrika                       |
| C095   |       | Lithops verruculosa var. verruculosa (syn. inae)                                        | 55 km SW von Prieska, Südafrika                       |
| C096   |       | Lithops lesliei subsp. lesliei var. lesliei (Warrenton Form)                            | 25 km N von Kimberley, Südafrika                      |
| C097   |       | Lithops pseudotruncatella subsp. pseudotruncatella var. riehmerae (syn. edithiae)       | 50 km SO von Windhoek, Namibia                        |
| C098   |       | Lithops hallii var. ochracea                                                            | 50 km NNW von Upington, Südafrika                     |
| C099   |       | Lithops pseudotruncatella subsp. pseudotruncatella var. riehmerae (syn. mundtii)        | 150 km NO von Windhoek, Namibia                       |
| C100   |       | Lithops pseudotruncatella subsp. pseudotruncatella var. riehmerae (syn. mundtii)        | 135 km NO von Windhoek, Namibia                       |
| C101   |       | Lithops ruschiorum var. ruschiorum                                                      | 35 km NO von Swakopmund, Namibia                      |
| C102   |       | Lithops ruschiorum var. ruschiorum (syn. nelii)                                         | 20 km O von Cape Cross, Namibia                       |
| C103   |       | Lithops ruschiorum var. ruschiorum                                                      | 45 km ONO von Henties Bay, Namibia                    |
| C104   |       | Lithops pseudotruncatella subsp. archerae                                               | 120 km NW von Maltahöhe, Namibia                      |
| C105   |       | Lithops schwantesii subsp. schwantesii var. urikosensis                                 | 100 km NW von Maltahöhe, Namibia                      |
| C106   |       | Lithops schwantesii subsp. schwantesii var. schwantesii                                 | 80 km W von Maltahöhe, Namibia                        |
| C107   |       | Lithops schwantesii subsp. schwantesii var. urikosensis (syn. christinae)               | 20 km W von Maltahöhe, Namibia                        |
| C108   |       | Lithops karasmontana subsp. bella                                                       | 5 km S von Aus, Namibia                               |
| C109   |       | Lithops olivacea var. olivacea                                                          | 10 km N von Pofadder, Südafrika                       |
| C110   |       | Lithops hookeri var. hookeri                                                            | 50 km NW von Marydale, Südafrika                      |
| C111   |       | Lithops hallii var. ochracea                                                            | 35 km WNW von Prieska, Südafrika                      |
| C111A  |       | Lithops hallii var. ochracea 'Green Soapstone'                                          | 35 km WNW von Prieska, Südafrika                      |
| C112   |       | Lithops hookeri var. hookeri                                                            | 40 km WNW von Prieska, Südafrika                      |
| C113   |       | Lithops hookeri var. hookeri                                                            | 10 km NW von Niekerkshoop, Südafrika                  |
| C114   |       | Lithops hookeri var. hookeri                                                            | 15 km NW von Niekerkshoop, Südafrika                  |
| C115   |       | Lithops lesliei subsp. lesliei var. lesliei                                             | 5 km NW von Vryburg, Südafrika                        |
| C116   |       | Lithops bromfieldii var. glaudinae                                                      | 70 km WNW von Griquatown, Südafrika                   |
| C117   |       | Lithops aucampiae subsp. aucampiae var. aucampiae                                       | 45 km NW von Griquatown, Südafrika                    |
| C118   |       | Lithops hookeri var. hookeri                                                            | 25 km W von Strydenburg, Südafrika                    |
| C119   |       | Lithops hallii var. hallii 'Green Soapstone'                                            | 30 km WSW von Strydenburg, Südafrika                  |
| C120   |       | Lithops verruculosa var. verruculosa                                                    | 30 km N von Vanwyksvlei, Südafrika                    |
| C121   |       | Lithops julii subsp. fulleri var. fulleri                                               | 115 km W von Kenhardt, Südafrika                      |
| C122   |       | Lithops julii subsp. fulleri var. fulleri                                               | 125 km W von Kenhardt, Südafrika                      |
| C123   |       | Lithops villetii subsp. kennedyi                                                        | 90 km SSO von Pofadder, Südafrika                     |
| C124   | C124  | Lithops dorotheae                                                                       | 15 km N von Pofadder, Südafrika                       |
| C125   |       | Lithops comptonii var comptonii                                                         | 50 km ONO von Ceres, Südafrika                        |
| C126   |       | Lithops comptonii var weberi                                                            | 70 km S von Calvinia, Südafrika                       |
| C127   |       | Lithops viridis                                                                         | 25 km S von Loeriesfontein, Südafrika                 |
| C128   |       | Lithops otzeniana                                                                       | 35 km NNW von Loeriesfontein, Südafrika               |
| C128A  |       | Lithops otzeniana 'Aquamarine'                                                          | 35 km NNW von Loeriesfontein, Südafrika               |
| C129   |       | Lithops verruculosa var. verruculosa                                                    | 30 km O von Brandvlei, Südafrika                      |
| C130   |       | Lithops terricolor                                                                      | 30 km SW von Rietbron, Südafrika                      |
| C131   |       | Lithops terricolor (syn. peersii)                                                       | Nahe Miller Station, Südafrika                        |
| C132   |       | Lithops terricolor                                                                      | 40 km O von Laingsburg, Südafrika                     |
| C132A  |       | Lithops terricolor 'Silver Spurs'                                                       | 40 km O von Laingsburg, Südafrika                     |
| C133   |       | Lithops terricolor (syn. localis)                                                       | 25 km S von Beaufort West, Südafrika                  |
| C134   |       | Lithops terricolor (Prince Albert Form)                                                 | 5 km N von Prince Albert, Südafrika                   |
| C135   |       | Lithops hallii var. hallii (braune Form)                                                | 20 km SO von Strydenburg, Südafrika                   |
| C136   |       | Lithops hallii var. hallii (braune Form)                                                | 35 km ONO von Strydenburg, Südafrika                  |
| C137   |       | Lithops hookeri var. marginata                                                          | 35 km O von Hopetown, Südafrika                       |
| C138   |       | Lithops lesliei subsp. lesliei var. lesliei                                             | Nahe Benoni, Südafrika                                |
| C139   |       | Lithops lesliei subsp. lesliei var. lesliei                                             | 5 km O von Benoni, Südafrika                          |
| C140   |       | Lithops francisci                                                                       | 35 km O von Lüderitz, Namibia                         |
| C141   | C141  | Lithops lesliei subsp. lesliei var. mariae                                              | 10 km SW von Boshof, Südafrika                        |
| C142A  |       | Lithops hallii var. ochracea                                                            | 30 km NW von Niekerkshoop, Südafrika                  |
| C142B  |       | Lithops hookeri var. hookeri                                                            | 30 km NW von Niekerkshoop, Südafrika                  |
| C143A  |       | Lithops karasmontana subsp. bella                                                       | 60 km NNO von Aus, Namibia                            |
| C143B  |       | Lithops schwantesii subsp. schwantesii var. schwantesii                                 | 60 km NNO von Aus, Namibia                            |
| C144   |       | Lithops schwantesii subsp. schwantesii var. schwantesii (graue Form)                    | 55 km NNO von Aus, Namibia                            |
| C145   |       | Lithops schwantesii subsp. schwantesii var. schwantesii                                 | 55 km NO von Aus, Namibia                             |
| C146   |       | Lithops schwantesii subsp. schwantesii var. schwantesii                                 | 55 km NO von Aus, Namibia                             |
| C147   |       | Lithops karasmontana subsp. eberlanzii (syn. erniana)                                   | 40 km S von Aus, Namibia                              |
| C148   |       | Lithops schwantesii subsp. schwantesii var. marthae                                     | 60 km SSO von Aus, Namibia                            |
| C149   |       | Lithops karasmontana subsp. eberlanzii (syn. erniana witputzensis)                      | 110 km SSO von Aus, Namibia                           |
| C150   |       | Lithops schwantesii subsp. schwantesii var. schwantesii (syn. kuibisensis)              | 25 km O von Aus, Namibia                              |
| C151   |       | Lithops lesliei subsp. lesliei var. lesliei (graue Form)                                | 25 km NW von Christiana, Südafrika                    |
| C152   | C152  | Lithops lesliei subsp. lesliei var. mariae                                              | 30 km NNO von Kimberley, Südafrika                    |
| C153   |       | Lithops lesliei subsp. lesliei var. venteri (syn. maraisii)                             | 60 km NW von Kimberley, Südafrika                     |
| C154   |       | Lithops hallii var. marginata (rotbraune Form)                                          | 30 km NW von Hopetown, Südafrika                      |
| C155   |       | Lithops hallii var. marginata (rotbraune Form)                                          | 30 km NW von Hopetown, Südafrika                      |
| C156   |       | Lithops hallii var. subfenestrata                                                       | 5 km N von Prieska, Südafrika                         |
| C157   |       | Lithops verruculosa var. verruculosa (syn. inae)                                        | 55 km ONO von Vanwyksvlei, Südafrika                  |
| C158   |       | Lithops hallii var. hallii                                                              | 55 km ONO von Vanwyksvlei, Südafrika                  |
| C159   |       | Lithops verruculosa var. verruculosa                                                    | 30 km ONO von Vanwyksvlei, Südafrika                  |
| C160   |       | Lithops verruculosa var. glabra                                                         | 20 km SSO von Kenhardt, Südafrika                     |
| C161   |       | Lithops julii subsp. fulleri var. fulleri                                               | Nahe Pofadder, Südafrika                              |
| C162A  |       | Lithops julii subsp. fulleri var. fulleri                                               | 70 km WSW von Pofadder, Südafrika                     |
| C162B  |       | Lithops olivacea var. nebrownii                                                         | 70 km WSW von Pofadder, Südafrika                     |
| C163   |       | Lithops marmorata var. marmorata                                                        | 25 km NO von Steinkopf, Südafrika                     |
| C164   |       | Lithops schwantesii subsp. schwantesii var. schwantesii                                 | 25 km SW von Helmeringhausen, Namibia                 |
| C165   |       | Lithops schwantesii subsp. gebseri                                                      | 70 km S von Maltahöhe, Namibia                        |
| C166   |       | Lithops vallis-mariae                                                                   | 110 km NNO von Keetmanshoop, Namibia                  |
| C167   |       | Lithops vallis-mariae (syn. margarethae)                                                | Nahe Berseba, Namibia                                 |
| C168   |       | Lithops karasmontana subsp. karasmontana var. karasmontana (syn. mickbergensis)         | 10 km NNO von Grünau, Namibia                         |
| C169   | C169  | Lithops karasmontana subsp. karasmontana var. karasmontana (syn. mickbergensis)         | 20 km NO von Grünau, Namibia                          |
| C170   |       | Lithops fulviceps var. fulviceps                                                        | 40 km N von Karasburg, Namibia                        |
| C171   |       | Lithops julii subsp. fulleri var. fulleri                                               | 60 km W von Upington, Südafrika                       |
| C172   |       | Lithops aucampiae subsp. aucampiae var. aucampiae                                       | 5 km W von Sishen, Südafrika                          |
| C173   |       | Lithops aucampiae subsp. aucampiae var. aucampiae (Kuruman Form)                        | 60 km SO von Kuruman, Südafrika                       |
| C174   |       | Lithops hallii var. hallii                                                              | 25 km SO von Prieska, Südafrika                       |
| C175   |       | Lithops hookeri var. subfenestrata                                                      | 20 km SSO von Prieska, Südafrika                      |
| C176   |       | Lithops hallii var. hallii                                                              | 20 km SO von Prieska, Südafrika                       |
| C177   |       | Lithops verruculosa var. glabra                                                         | 25 km SSO von Kenhardt, Südafrika                     |
| C178   |       | Lithops verruculosa var. verruculosa                                                    | 90 km W von Kenhardt, Südafrika                       |
| C179   |       | Lithops julii subsp. fulleri var. brunnea                                               | 10 km NO von Pofadder, Südafrika                      |
| C180   |       | Lithops dinteri subsp. frederici                                                        | 30 km NW von Pofadder, Südafrika                      |
| C181   |       | Lithops dinteri subsp. multipunctata                                                    | 65 km SO von Warmbad, Namibia                         |
| C182   |       | Lithops karasmontana subsp. karasmontana var. tischeri                                  | 30 km NNO von Grünau, Namibia                         |
| C183   |       | Lithops julii subsp. julii                                                              | 25 km SO von Warmbad, Namibia                         |
| C184   |       | Lithops schwantesii subsp. schwantesii var. schwantesii (syn. gulielmi)                 | 10 km NW von Helmeringhausen, Namibia                 |
| C185   |       | Lithops schwantesii subsp. schwantesii var. schwantesii                                 | Nahe Helmeringhausen, Namibia                         |
| C186   |       | Lithops schwantesii subsp. schwantesii var. urikosensis (syn. kunjasensis)              | 5 km NO von Helmeringhausen, Namibia                  |
| C187   |       | Lithops pseudotruncatella subsp. pseudotruncatella var. elisabethiae                    | 55 km OSO von Otjiwarongo, Namibia                    |
| C188   | C188  | Lithops werneri                                                                         | 25 km NNO von Usakos, Namibia                         |
| C189   |       | Lithops gracilidelineata subsp. gracilidelineata var. waldroniae                        | 60 km SO von Swakopmund, Namibia                      |
| C189A  |       | Lithops gracilidelineata subsp. gracilidelineata var. waldroniae 'Fritz’s White Lady'   | 60 km SO von Swakopmund, Namibia                      |
| C190   |       | Lithops schwantesii subsp. schwantesii var. schwantesii                                 | 70 km SW von Maltahöhe, Namibia                       |
| C191   |       | Lithops schwantesii subsp. schwantesii var. schwantesii                                 | 60 km NW von Helmeringhausen, Namibia                 |
| C192   |       | Lithops schwantesii subsp. schwantesii var. rugosa                                      | 40 km NW von Helmeringhausen, Namibia                 |
| C193   |       | Lithops karasmontana subsp. karasmontana var. lericheana                                | 50 km NNO von Grünau, Namibia                         |
| C194   |       | Lithops villetii subsp. villetii                                                        | 60 km NNW von Loeriesfontein, Südafrika               |
| C195   |       | Lithops villetii subsp. villetii                                                        | 30 km NNO von Loeriesfontein, Südafrika               |
| C196   |       | Lithops verruculosa var. verruculosa (syn. inae)                                        | 85 km S von Pofadder, Südafrika                       |
| C197   |       | Lithops villetii subsp. kennedyi                                                        | 75 km S von Pofadder, Südafrika                       |
| C198   |       | Lithops verruculosa var. verruculosa                                                    | 85 km SSO von Pofadder, Südafrika                     |
| C199   |       | Lithops villetii subsp. kennedyi                                                        | 75 km SSO von Pofadder, Südafrika                     |
| C200A  |       | Lithops villetii subsp. kennedyi                                                        | 80 km SSO von Pofadder, Südafrika                     |
| C200B  |       | Lithops verruculosa var. verruculosa                                                    | 80 km SSO von Pofadder, Südafrika                     |
| C201   |       | Lithops divergens subsp. amethystina                                                    | 60 km WNW von Loeriesfontein, Südafrika               |
| C202   |       | Lithops divergens var. divergens                                                        | 35 km NNW von Vanrhynsdorp, Südafrika                 |
| C203   |       | Lithops julii subsp. fulleri var. fulleri                                               | 15 km SSE Kenhardt, Northern Cape, Südafrika          |
| C204   |       | Lithops lesliei subsp. lesliei var. rubrobrunnea                                        | 5 km NW Krugersdorp, Gauteng, Südafrika               |
| C205   |       | Lithops julii subsp. julii (Syn. chrysocephala)                                         | 50 km SE Warmbad, Karasburg, Namibia                  |
| C206   |       | Lithops dinteri subsp. dinteri var. dinteri                                             | 40 km SSE Warmbad, Karasburg, Namibia                 |
| C206A  |       | Lithops dinteri subsp. dinteri var. dinteri 'Dintergreen'                               | 40 km SSE Warmbad, Karasburg, Namibia                 |
| C207   |       | Lithops gesinae var. gesinae                                                            | 70 km N Aus, Lüderitz, Namibia                        |
| C208   |       | Lithops karasmontana subsp. eberlanzii                                                  | 10 km S Aus, Lüderitz, Namibia                        |
| C209   |       | Lithops karasmontana subsp. eberlanzii (Syn. erniana)                                   | 10 km SSE Aus, Lüderitz, Namibia                      |
| C210   |       | Lithops schwantesii subsp. schwantesii var. urikosensis (Syn. christinae)               | 45 km W Maltahöhe, Maltahöhe, Namibia                 |
| C211   |       | Lithops schwantesii subsp. schwantesii var. schwantesii                                 | 10 km SE Helmeringhausen, Bethanien, Namibia          |
| C212   |       | Lithops meyeri                                                                          | 40 km NNE Port Nolloth, Northern Cape, Südafrika      |
| C213   |       | Lithops herrei                                                                          | 65 km NE Alexander Bay, Northern Cape, Südafrika      |
| C214   |       | Lithops marmorata var. elisae                                                           | 35 km SE Vioolsdrif, Northern Cape, Südafrika         |
| C215   |       | Lithops julii subsp. fulleri var. rouxii                                                | 75 km WSW Warmbad, Karasburg, Namibia                 |
| C216   |       | Lithops julii subsp. fulleri var. rouxii                                                | 60 km WSW Warmbad, Karasburg, Namibia                 |
| C217   |       | Lithops julii subsp. fulleri var. rouxii                                                | 70 km WSW Warmbad, Karasburg, Namibia                 |
| C218   |       | Lithops julii subsp. julii (Syn. littlewoodii)                                          | 40 km WSW Warmbad, Karasburg, Namibia                 |
| C219   |       | Lithops fulviceps var. fulviceps (Syn. lydiae)                                          | 60 km N Karasburg, Karasburg, Namibia                 |
| C220   | C220  | Lithops fulviceps var. fulviceps                                                        | 75 km N Karasburg, Karasburg, Namibia                 |
| C221   |       | Lithops fulviceps var. fulviceps                                                        | 85 km N Karasburg, Karasburg, Namibia                 |
| C222   |       | Lithops fulviceps var. lactinea                                                         | 100 km ESE Keetmanshoop, Keetmanshoop, Namibia        |
| C223   |       | Lithops karasmontana subsp. karasmontana var. karasmontana                              | 25 km NE Grünau, Karasburg, Namibia                   |
| C224   |       | Lithops karasmontana subsp. karasmontana var. aiaisensis                                | 110 km W Karasburg, Karasburg, Namibia                |
| C225   |       | Lithops karasmontana subsp. karasmontana var. karasmontana                              | 30 km NW Grünau, Karasburg, Namibia                   |
| C226   |       | Lithops karasmontana subsp. karasmontana var. karasmontana                              | 25 km W Grünau, Karasburg, Namibia                    |
| C227   |       | Lithops karasmontana subsp. karasmontana var. karasmontana (Syn. jacobseniana)          | 10 km SW Grünau, Karasburg, Namibia                   |
| C228   |       | Lithops villetii subsp. kennedyi                                                        | 90 km S Pofadder, Northern Cape, Südafrika            |
| C229A  |       | Lithops villetii subsp. kennedyi                                                        | 90 km S Pofadder, Northern Cape, Südafrika            |
| C229B  |       | Lithops verruculosa var. verruculosa                                                    | 90 km S Pofadder, Northern Cape, Südafrika            |
| C230A  |       | Lithops villetii subsp. deboeri                                                         | 75 km E Gamoep, Northern Cape, Südafrika              |
| C230B  |       | Lithops julii subsp. fulleri var. fulleri                                               | 75 km E Gamoep, Northern Cape, Südafrika              |
| C230C  |       | Lithops verruculosa var. verruculosa                                                    | 75 km E Gamoep, Northern Cape, Südafrika              |
| C231   |       | Lithops villetii subsp. deboeri                                                         | 75 km E Gamoep, Northern Cape, Südafrika              |
| C232   |       | Lithops geyeri (Syn. hillii)                                                            | 65 km NE Port Nolloth, Northern Cape, Südafrika       |
| C233   |       | Lithops geyeri (Syn. hillii)                                                            | 65 km NE Port Nolloth, Northern Cape, Südafrika       |
| C234   |       | Lithops herrei                                                                          | 70 km NE Alexander Bay, Northern Cape, Südafrika      |
| C235   |       | Lithops herrei                                                                          | 35 km NE Alexander Bay, Lüderitz, Namibia             |
| C236   |       | Lithops herrei (Syn. translucens)                                                       | 15 km NE Alexander Bay, Lüderitz, Namibia             |
| C237   |       | Lithops herrei (Syn. translucens)                                                       | 15 km E Alexander Bay, Northern Cape, Südafrika       |
| C238   |       | Lithops vallis-mariae                                                                   | 85 km NE Keetmanshoop, Keetmanshoop, Namibia          |
| C239   |       | Lithops pseudotruncatella subsp. groendrayensis                                         | 45 km SSE Rehoboth, Rehoboth, Namibia                 |
| C240   |       | Lithops ruschiorum var. ruschiorum (Syn. nelii)                                         | 25 km E Cape Cross, Swakopmund, Namibia               |
| C241   |       | Lithops ruschiorum var. ruschiorum                                                      | 65 km ENE Henties Bay, Damaraland, Namibia            |
| C242   |       | Lithops ruschiorum var. ruschiorum                                                      | 65 km ENE Swakopmund, Swakopmund, Namibia             |
| C243   |       | Lithops gracilidelineata subsp. gracilidelineata var. waldroniae                        | 70 km E Swakopmund, Swakopmund, Namibia               |
| C244   |       | Lithops pseudotruncatella subsp. groendrayensis                                         | 50 km S Rehoboth, Rehoboth, Namibia                   |
| C245   |       | Lithops pseudotruncatella subsp. dendritica (Syn. farinosa)                             | 55 km SSW Rehoboth, Rehoboth, Namibia                 |
| C246   |       | Lithops pseudotruncatella subsp. groendrayensis (Witkop form)                           | 55 km S Rehoboth, Rehoboth, Namibia                   |
| C247   |       | Lithops schwantesii subsp. schwantesii var. rugosa                                      | 40 km NW Helmeringhausen, Bethanien, Namibia          |
| C248   |       | Lithops schwantesii subsp. schwantesii var. urikosensis (Syn. kunjasensis)              | 15 km NE Helmeringhausen, Bethanien, Namibia          |
| C249   |       | Lithops schwantesii subsp. schwantesii var. marthae                                     | 60 km SSE Aus, Lüderitz, Namibia                      |
| C250   |       | Lithops schwantesii subsp. schwantesii var. schwantesii (Grey form)                     | 120 km SE Aus, Bethanien, Namibia                     |
| C251   |       | Lithops marmorata var. elisae                                                           | 30 km SE Vioolsdrif, Northern Cape, Südafrika         |
| C252   | C252  | Lithops marmorata var. elisae                                                           | 30 km SSE Vioolsdrif, Northern Cape, Südafrika        |
| C253   |       | Lithops terricolor (Syn. peersii)                                                       | 95 km NW Port Elizabeth, Eastern Cape, Südafrika      |
| C254   |       | Lithops terricolor (Syn. peersii)                                                       | 30 km ENE Willowmore, Eastern Cape, Südafrika         |
| C255   |       | Lithops aucampiae subsp. aucampiae var. aucampiae                                       | 15 km NNW Postmasburg, Northern Cape, Südafrika       |
| C256   |       | Lithops aucampiae subsp. aucampiae var. koelemanii                                      | 35 km WSW Postmasburg, Northern Cape, Südafrika       |
| C257   |       | Lithops aucampiae subsp. aucampiae var. aucampiae                                       | 40 km W Postmasburg, Northern Cape, Südafrika         |
| C258   |       | Lithops villetii subsp. deboeri                                                         | 35 km ENE Gamoep, Northern Cape, Südafrika            |
| C259   |       | Lithops julii subsp. fulleri var. fulleri                                               | 40 km ENE Gamoep, Northern Cape, Südafrika            |
| C260   |       | Lithops marmorata var. marmorata (Syn. diutina)                                         | 15 km ENE Steinkopf, Northern Cape, Südafrika         |
| C261   |       | Lithops gracilidelineata subsp. gracilidelineata var. gracilidelineata                  | 75 km NW Usakos, Damaraland, Namibia                  |
| C262   |       | Lithops gracilidelineata subsp. gracilidelineata var. gracilidelineata                  | 30 km NW Usakos, Damaraland, Namibia                  |
| C263   |       | Lithops pseudotruncatella subsp. pseudotruncatella var. pseudotruncatella               | 20 km W Windhoek, Windhoek, Namibia                   |
| C264   |       | Lithops pseudotruncatella subsp. pseudotruncatella var. pseudotruncatella (Pallid form) | 60 km SSW Windhoek, Rehoboth, Namibia                 |
| C265   |       | Lithops schwantesii subsp. schwantesii var. schwantesii                                 | 45 km N Helmeringhausen, Maltahöhe, Namibia           |
| C266   |       | Lithops fulviceps var. fulviceps                                                        | 65 km N Karasburg, Karasburg, Namibia                 |
| C267   |       | Lithops karasmontana subsp. karasmontana var. lericheana                                | 70 km N Karasburg, Karasburg, Namibia                 |
| C268   |       | Lithops dinteri subsp. dinteri var. brevis                                              | 55 km SW Warmbad, Karasburg, Namibia                  |
| C269   |       | Lithops divergens var. divergens                                                        | 10 km NE Bitterfontein, Western Cape, Südafrika       |
| C270   |       | Lithops divergens var. amethystina                                                      | 80 km WNW Loeriesfontein, Western Cape, Südafrika     |
| C271   |       | Lithops helmutii                                                                        | 15 km NE Steinkopf, Northern Cape, Südafrika          |
| C272   |       | Lithops meyeri                                                                          | 45 km NNE Port Nolloth, Northern Cape, Südafrika      |
| C272A  |       | Lithops meyeri 'Hammeruby'                                                              | 45 km NNE Port Nolloth, Northern Cape, Südafrika      |
| C273   |       | Lithops meyeri                                                                          | 55 km NNE Port Nolloth, Northern Cape, Südafrika      |
| C274   |       | Lithops geyeri                                                                          | 75 km ENE Alexander Bay, Northern Cape, Südafrika     |
| C275   |       | Lithops optica                                                                          | 10 km N Lüderitz, Lüderitz, Namibia                   |
| C276   |       | Lithops optica                                                                          | 10 km S Lüderitz, Lüderitz, Namibia                   |
| C277   |       | Lithops optica                                                                          | 10 km SW Lüderitz, Lüderitz, Namibia                  |
| C278   |       | Lithops fulviceps var. fulviceps                                                        | 70 km W Upington, Northern Cape, Südafrika            |
| C279   |       | Lithops bromfieldii var. bromfieldii                                                    | 45 km E Upington, Northern Cape, Südafrika            |
| C280   |       | Lithops otzeniana                                                                       | 45 km NNW Loeriesfontein, Northern Cape, Südafrika    |
| C281   |       | Lithops vallis-mariae                                                                   | 15 km E Mariental, Mariental, Namibia                 |
| C282   |       | Lithops vallis-mariae                                                                   | 125 km N Keetmanshoop, Namaland, Namibia              |
| C283   |       | Lithops bromfieldii var. mennellii                                                      | 20 km SSW Upington, Northern Cape, Südafrika          |
| C284   |       | Lithops fulviceps var. fulviceps                                                        | 15 km NE Karasburg, Karasburg, Südafrika              |
| C285   |       | Lithops karasmontana subsp. bella                                                       | near Aus, Lüderitz, Namibia                           |
| C286   |       | Lithops optica                                                                          | 10 km SW Lüderitz, Lüderitz, Namibia                  |
| C287   |       | Lithops optica 'Rubra'                                                                  | 10 km SW Lüderitz, Lüderitz, Namibia                  |
| C288   |       | Lithops optica                                                                          | 40 km SSE Lüderitz, Lüderitz, Namibia                 |
| C289   |       | Lithops optica                                                                          | 50 km S Lüderitz, Lüderitz, Namibia                   |
| C290   |       | Lithops optica                                                                          | 65 km S Lüderitz, Lüderitz, Namibia                   |
| C291   |       | Lithops optica (Maculate form)                                                          | 100 km SSE Lüderitz, Lüderitz, Namibia                |
| C292   |       | Lithops optica                                                                          | 120 km SSE Lüderitz, Lüderitz, Namibia                |
| C293   |       | Lithops optica (Maculate form)                                                          | 95 km SSE Lüderitz, Lüderitz, Namibia                 |
| C294   |       | Lithops optica                                                                          | 140 km SSE Lüderitz, Lüderitz, Namibia                |
| C295   |       | Lithops karasmontana subsp. bella                                                       | 115 km SSE Aus, Lüderitz, Namibia                     |
| C296   |       | Lithops vallis-mariae                                                                   | 40 km SSE Koës, Keetmanshoop, Namibia                 |
| C297   |       | Lithops julii subsp. julii                                                              | 45 km SE Warmbad, Karasburg, Namibia                  |
| C297A  |       | Lithops julii subsp. julii 'Peppermint Crème'                                           | 45 km SE Warmbad, Karasburg, Namibia                  |
| C298   |       | Lithops aucampiae subsp. aucampiae var. aucampiae                                       | near Severn, North West, Südafrika                    |
| C299   |       | Lithops schwantesii subsp. schwantesii var. marthae                                     | 120 km SSE Aus, Lüderitz, Namibia                     |
| C300   |       | Lithops dorotheae                                                                       | 15 km N Pofadder, Northern Cape, Südafrika            |
| C301   |       | Lithops hookeri var. dabneri                                                            | 20 km NNE Douglas, Northern Cape, Südafrika           |
| C302   |       | Lithops lesliei subsp. burchellii                                                       | 20 km NNE Douglas, Northern Cape, Südafrika           |
| C303   |       | Lithops hallii var. ochracea                                                            | 30 km E Kenhardt, Northern Cape, Südafrika            |
| C304   |       | Lithops naureeniae                                                                      | 60 km SE Springbok, Northern Cape, Südafrika          |
| C305   |       | Lithops marmorata var. marmorata                                                        | 40 km NNE Steinkopf, Northern Cape, Südafrika         |
| C306   |       | Lithops pseudotruncatella subsp. archerae                                               | 120 km NW Maltahöhe, Maltahöhe, Namibia               |
| C307   |       | Lithops optica                                                                          | 170 km SSE Lüderitz, Lüderitz, Namibia                |
| C308   |       | Lithops lesliei subsp. burchellii                                                       | 10 km NNE Douglas, Northern Cape, Südafrika           |
| C309   |       | Lithops gracilidelineata subsp. gracilidelineata var. gracilidelineata                  | 45 km W Usakos, Damaraland, Namibia                   |
| C310   |       | Lithops optica                                                                          | 160 km SSE Lüderitz, Lüderitz, Namibia                |
| C311   |       | Lithops optica (Maculate form)                                                          | 45 km SE Lüderitz, Lüderitz, Namibia                  |
| C312   |       | Lithops ruschiorum var. lineata                                                         | 55 km N Rocky Point, Kaokoland 1, Namibia             |
| C313   |       | Lithops ruschiorum var. lineata                                                         | 40 km N Rocky Point, Kaokoland 2, Namibia             |
| C314   |       | Lithops ruschiorum var. lineata                                                         | 45 km NE Cape Fria, Kaokoland 1, Namibia              |
| C315   |       | Lithops pseudotruncatella subsp. pseudotruncatella var. pseudotruncatella               | 20 km ENE Windhoek, Windhoek, Namibia                 |
| C316   |       | Lithops ruschiorum var. ruschiorum (Syn. nelii)                                         | near Cape Cross, Swakopmund, Namibia                  |
| C317   |       | Lithops karasmontana subsp. karasmontana var. karasmontana (Syn. mickbergensis)         | 15 km NNE Grünau, Karasburg, Namibia                  |
| C318   |       | Lithops hallii var. hallii                                                              | 45 km SSW Prieska, Northern Cape, Südafrika           |
| C319   |       | Lithops julii subsp. fulleri var. fulleri                                               | 5 km NE Pofadder, Northern Cape, Südafrika            |
| C320   |       | Lithops salicola                                                                        | 10 km WNW Luckhoff, Free State, Südafrika             |
| C321   |       | Lithops salicola                                                                        | 25 km WNW Petrusville, Northern Cape, Südafrika       |
| C322   |       | Lithops salicola                                                                        | 20 km SW Luckhoff, Free State, Südafrika              |
| C323   |       | Lithops julii subsp. fulleri var. fulleri                                               | 25 km SW Upington, Northern Cape, Südafrika           |
| C324   |       | Lithops julii subsp. fulleri var. rouxii                                                | 55 km W Warmbad, Karasburg, Namibia                   |
| C325   |       | Lithops aucampiae subsp. aucampiae var. aucampiae (Kuruman form)                        | 10 km W Reivilo, North West, Südafrika                |
| C326   |       | Lithops dinteri subsp. multipunctata                                                    | 65 km SE Warmbad, Karasburg, Namibia                  |
| C327   |       | Lithops karasmontana subsp. karasmontana var. karasmontana (Syn. mickbergensis)         | 15 km NNE Grünau, Karasburg, Namibia                  |
| C328   |       | Lithops karasmontana subsp. karasmontana var. karasmontana (Signalberg form)            | 25 km WNW Grünau, Karasburg, Namibia                  |
| C329   | C329  | Lithops karasmontana subsp. karasmontana var. lericheana                                | 70 km N Karasburg, Karasburg, Namibia                 |
| C330   |       | Lithops karasmontana subsp. karasmontana var. lericheana                                | 70 km N Karasburg, Karasburg, Namibia                 |
| C331   |       | Lithops lesliei subsp. lesliei var. lesliei                                             | 15 km SSE Pretoria, Gauteng, Südafrika                |
| C332   |       | Lithops aucampiae subsp. aucampiae var. aucampiae (Kuruman form)                        | 5 km NE Kuruman, North West, Südafrika                |
| C333   |       | Lithops aucampiae subsp. aucampiae var. aucampiae                                       | near Griquatown, Northern Cape, Südafrika             |
| C334   |       | Lithops aucampiae subsp. aucampiae var. aucampiae                                       | 15 km NNE Olifantshoek, Northern Cape, Südafrika      |
| C335   |       | Lithops hookeri var. hookeri (Vermiculate form)                                         | 30 km WSW Strydenburg, Northern Cape, Südafrika       |
| C336   |       | Lithops hookeri var. hookeri (Vermiculate form)                                         | 45 km SSW Prieska, Northern Cape, Südafrika           |
| C337   |       | Lithops hookeri var. marginata (Red-brown form)                                         | 30 km SE Douglas, Northern Cape, Südafrika            |
| C338   |       | Lithops hookeri var. marginata                                                          | 35 km SE Hopetown, Northern Cape, Südafrika           |
| C339   |       | Lithops terricolor (Syn. peersii)                                                       | near Steytlerville, Eastern Cape, Südafrika           |
| C340   |       | Lithops hookeri var. hookeri                                                            | near Marydale, Northern Cape, Südafrika               |
| C341   |       | Lithops lesliei subsp. lesliei var. lesliei (Kimberley form)                            | 20 km NW Kimberley, Northern Cape, Südafrika          |
| C342   |       | Lithops lesliei subsp. lesliei var. lesliei                                             | 10 km NE Pretoria, Gauteng, Südafrika                 |
| C343   |       | Lithops lesliei subsp. lesliei var. lesliei                                             | near Vanderbijlpark, Gauteng, Südafrika               |
| C344   |       | Lithops lesliei subsp. lesliei var. lesliei                                             | near Orkney, North West, Südafrika                    |
| C345   |       | Lithops terricolor                                                                      | 30 km WNW Prince Albert Road, Western Cape, Südafrika |
| C345A  |       | Lithops terricolor 'Speckled Gold'                                                      | 30 km WNW Prince Albert Road, Western Cape, Südafrika |
| C346   |       | Lithops terricolor                                                                      | 30 km WNW Prince Albert Road, Western Cape, Südafrika |
| C347   |       | Lithops comptonii var. weberi                                                           | 70 km SSW Calvinia, Northern Cape, Südafrika          |
| C348   |       | Lithops bromfieldii var. bromfieldii                                                    | 20 km E Upington, Northern Cape, Südafrika            |
| C349   |       | Lithops julii subsp. julii                                                              | 45 km SE Warmbad, Karasburg, Namibia                  |
| C350   |       | Lithops otzeniana                                                                       | 40 km NNW Loeriesfontein, Northern Cape, Südafrika    |
| C351   |       | Lithops salicola                                                                        | 10 km W Luckhoff, Free State, Südafrika               |
| C351A  |       | Lithops salicola 'Malachite'                                                            | 10 km W Luckhoff, Free State, Südafrika               |
| C352   |       | Lithops lesliei subsp. lesliei var. lesliei                                             | 45 km E Pietersburg, Limpopo, Südafrika               |
| C353   |       | Lithops salicola                                                                        | 15 km WNW Luckhoff, Free State, Südafrika             |
| C354   |       | Lithops lesliei subsp. lesliei var. lesliei (Kimberley form)                            | 15 km NW Kimberley, Northern Cape, Südafrika          |
| C355   |       | Lithops herrei                                                                          | 65 km NNE Oranjemund, Lüderitz, Namibia               |
| C356   |       | Lithops divergens var. amethystina                                                      | 45 km NW Loeriesfontein, Northern Cape, Südafrika     |
| C357   |       | Lithops pseudotruncatella subsp. dendritica                                             | 75 km SW Rehoboth, Rehoboth, Namibia                  |
| C358   |       | Lithops lesliei subsp. lesliei var. lesliei                                             | 25 km W Lobatse, Southern, Botswana                   |
| C359   |       | Lithops lesliei subsp. lesliei var. lesliei (Grey form)                                 | 115 km SW Lobatse, North West, Südafrika              |
| C360   |       | Lithops marmorata var. marmorata                                                        | 35 km NE Steinkopf, Northern Cape, Südafrika          |
| C361   |       | Lithops herrei                                                                          | 30 km NE Alexander Bay, Lüderitz, Namibia             |
| C362   |       | Lithops bromfieldii var. insularis 'Sulphurea'                                          |                                                       |
| C363   |       | Lithops fulviceps var. fulviceps 'Aurea'                                                |                                                       |
| C364   |       | Lithops lesliei subsp. lesliei var. hornii                                              | 45 km SSW Kimberley, Northern Cape, Südafrika         |
| C365   | C365  | Lithops marmorata var. marmorata (Syn. framesii)                                        | 60 km NE Springbok, Northern Cape, Südafrika          |
| C366   |       | Lithops aucampiae subsp. aucampiae var. aucampiae                                       | near Danielskuil, Northern Cape, Südafrika            |
| C367   |       | Lithops gracilidelineata subsp. gracilidelineata var. gracilidelineata                  | 150 km NW Usakos, Swakopmund, Namibia                 |
| C368   |       | Lithops bromfieldii var. bromfieldii                                                    | 25 km SE Upington, Northern Cape, Südafrika           |
| C369   |       | Lithops karasmontana subsp. eberlanzii                                                  | 20 km E Lüderitz, Lüderitz, Namibia                   |
| C370   |       | Lithops karasmontana subsp. eberlanzii                                                  | 35 km E Lüderitz, Lüderitz, Namibia                   |
| C370A  |       | Lithops karasmontana subsp. eberlanzii 'Avocado Cream'                                  | 35 km E Lüderitz, Lüderitz, Namibia                   |
| C371   |       | Lithops francisci                                                                       | 35 km E Lüderitz, Lüderitz, Namibia                   |
| C372   |       | Lithops hallii var. ochracea                                                            | 15 km SW Upington, Northern Cape, Südafrika           |
| C373   |       | Lithops gracilidelineata subsp. gracilidelineata var. gracilidelineata (Syn. streyi)    | 25 km SE Fransfontein, Outjo, Namibia                 |
| C374   |       | Lithops gracilidelineata subsp. gracilidelineata var. gracilidelineata                  | 100 km S Usakos, Karibib, Namibia                     |
| C375   |       | Lithops hallii var. hallii                                                              | 55 km N Upington, Northern Cape, Südafrika            |
| C376   |       | Lithops terricolor (Syn. peersii)                                                       | 35 km ESE Willowmore, Eastern Cape, Südafrika         |
| C377   |       | Lithops comptonii var. comptonii                                                        | 70 km NE Ceres, Western Cape, Südafrika               |
| C378   |       | Lithops julii subsp. fulleri var. fulleri                                               | 65 km NE Springbok, Northern Cape, Südafrika          |
| C379   |       | Lithops terricolor                                                                      | 60 km E Prince Albert, Western Cape, Südafrika        |
| C380   |       | Lithops ruschiorum var. lineata                                                         | 50 km ENE Rocky Point, Kaokoland 1, Namibia           |
| C381   |       | Lithops pseudotruncatella subsp. pseudotruncatella var. pseudotruncatella (Syn. alpina) | 30 km S Windhoek, Windhoek, Namibia                   |
| C382   |       | Lithops bromfieldii var. glaudinae                                                      | 70 km W Griquatown, Northern Cape, Südafrika          |
| C383   |       | Lithops gracilidelineata subsp. brandbergensis                                          | Brandberg, Damaraland, Namibia                        |
| C384   |       | Lithops pseudotruncatella subsp. dendritica var. dendritica                             | 6 km S Rehoboth, Rehoboth, Namibia                    |
| C385   |       | Lithops gracilidelineata subsp. gracilidelineata var. gracilidelineata                  | 65 km E Swakopmund, Swakopmund, Namibia               |
| C385A  |       | Lithops gracilidelineata subsp. gracilidelineata var. gracilidelineata 'Ernst's Witkop' | 70 km ENE Swakopmund, Swakopmund, Namibia             |
| C386   |       | Lithops ruschiorum var. lineata                                                         | 40 km NNE Rocky Point, Kaokoland 1, Namibia           |
| C387   |       | Lithops ruschiorum var. ruschiorum                                                      | 8 km N Rössing, Swakopmund, Namibia                   |
| C388   |       | Lithops steineckeana                                                                    |                                                       |
| C389   |       | Lithops aucampiae subsp. aucampiae var. aucampiae 'Betty's Beryl'                       |                                                       |
| C390   |       | Lithops fulviceps var. fulviceps                                                        | 30 km NW Grünau, Karasburg, Namibia                   |
| C391   |       | Lithops fulviceps var. fulviceps                                                        | 25 km NW Grünau, Karasburg, Namibia                   |
| C392   |       | Lithops aucampiae subsp. aucampiae var. aucampiae 'Storms's Snowcap'                    |                                                       |
| C393   |       | Lithops bromfieldii var. glaudinae                                                      |                                                       |
| C394   |       | Lithops gracilidelineata subsp. brandbergensis                                          | Brandberg, Damaraland, Namibia                        |
| C395   |       | Lithops aucampiae subsp. aucampiae 'Jackson's Jade'                                     |                                                       |
| C396   |       | Lithops coleorum                                                                        | near Ellisras, Limpopo, Südafrika                     |
| C397   |       | Lithops hermetica                                                                       | Tsaus plateau, Lüderitz, Namibia                      |
| C398   |       | Lithops karasmontana subsp. eberlanzii                                                  | E Lüderitz, Lüderitz, Namibia                         |
| C399   |       | Lithops karasmontana subsp. eberlanzii                                                  | E Lüderitz, Lüderitz, Namibia                         |
| C400   |       | Lithops karasmontana subsp. eberlanzii                                                  | E Lüderitz, Lüderitz, Namibia                         |